# Veine phrénique inférieure
Les veines phréniques inférieures (ou phréniques) drainent le diaphragme depuis sa face inférieure et suivent les artères phréniques inférieures. Au niveau du diaphragme, elles communiquent avec la face antérieure de la veine cave, puis descendent vers les veines surrénales.
La veine phrénique droite se termine dans la veine cave inférieure.
La veine gauche est souvent représentée par deux branches ; dont l'une se termine dans la veine rénale gauche ou la veine surrénale, tandis que l'autre passe devant le hiatus œsophagien dans le diaphragme et débouche dans la veine cave inférieure. 